# Vòng chung kết UEFA Nations League 2019
Vòng chung kết UEFA Nations League 2019 là giai đoạn cuối cùng của UEFA Nations League mùa giải 2018–19, mùa giải đầu tiên của giải đấu bóng đá quốc tế bao gồm các đội tuyển quốc gia nam của các hiệp hội thành viên UEFA. Giải đấu diễn ra tại Bồ Đào Nha từ ngày 5 đến ngày 9 tháng 6 năm 2019, với bốn đội đứng đầu bảng của Hạng A thi đấu với nhau. Giải đấu gồm hai trận bán kết, một trận play-off tranh hạng ba và một trận chung kết để xác định nhà vô địch đầu tiên của UEFA Nations League.

## Thể thức
Vòng chung kết UEFA Nations League được diễn ra vào tháng 6 năm 2019 và bốn đội đứng đầu bảng của Hạng A thi đấu với nhau. Bốn đội này được xếp vào các bảng 5 đội cho vòng bảng Vòng loại giải vô địch bóng đá châu Âu 2020, do đó để lại cơ hội mở ra ở giải đấu diễn ra vào tháng 6 năm 2019 để cạnh tranh ở Vòng chung kết UEFA Nations League. Giải đấu được diễn ra theo thể thức đấu loại trực tiếp, bao gồm các trận bán kết, trận play-off tranh hạng ba, và trận chung kết. Các cặp bán kết, cùng với các đội chủ nhà hành chính cho trận play-off tranh hạng ba và trận chung kết, được xác định bằng phương pháp rút thăm mở. Lễ bốc thăm được tổ chức vào ngày 3 tháng 12 năm 2018, lúc 14:30 CET (13:30 giờ địa phương) tại Khách sạn Shelbourne ở Dublin, Cộng hoà Ireland.
Giải đấu được diễn ra trong vòng 5 ngày, với trận bán kết đầu tiên (có sự góp mặt của đội chủ nhà) vào ngày 5 tháng 6 và trận bán kết thứ hai vào ngày 6 tháng 6, trận play-off tranh hạng ba và trận chung kết được diễn ra vào ngày 9 tháng 6. Đội thắng trận chung kết được xứng danh nhà vô địch UEFA Nations League đầu tiên.
Vòng chung kết UEFA Nations League được chơi theo thể thức đấu loại trực tiếp một lượt. Nếu tỉ số hòa sau thời gian thi đấu chính thức, 30 phút hiệp phụ được diễn ra (mỗi hiệp 15 phút), nơi mỗi đội được phép thay thêm cầu thủ thứ tư vào sân. Nếu tỉ số vẫn hòa, đội chiến thắng được xác định trên loạt sút luân lưu. Tất cả các trận đấu trong giải đấu sử dụng hệ thống công nghệ vạch cầu gôn. Vào ngày 3 tháng 12, UEFA xác nhận rằng công nghệ video hỗ trợ trọng tài (VAR) sẽ được sử dụng cho Vòng chung kết UEFA Nations League.

## Các đội lọt vào
4 đội đứng đầu bảng ở Hạng A lọt vào Vòng chung kết UEFA Nations League.
| Bảng | Đội                  | Ngày lọt vào         | Xếp hạng UNL tháng 11 năm 2018 | Xếp hạng FIFA tháng 6 năm 2019 |
| ---- | -------------------- | -------------------- | ------------------------------ | ------------------------------ |
| A1   | Hà Lan               | 19 tháng 11 năm 2018 | 3                              | 16                             |
| A2   | Thụy Sĩ              | 18 tháng 11 năm 2018 | 1                              | 8                              |
| A3   | Bồ Đào Nha (chủ nhà) | 17 tháng 11 năm 2018 | 2                              | 7                              |
| A4   | Anh                  | 18 tháng 11 năm 2018 | 4                              | 4                              |

## Địa điểm thi đấu
Trong hồ sơ đấu thầu của họ, Liên đoàn bóng đá Bồ Đào Nha lựa chon Sân vận động Dragão ở Porto và Sân vận động D. Afonso Henriques ở Guimarães làm địa điểm thi đấu.
| PortoGuimarães | Porto               | Guimarães                        |
| -------------- | ------------------- | -------------------------------- |
| PortoGuimarães | Sân vận động Dragão | Sân vận động D. Afonso Henriques |
| PortoGuimarães | Sức chứa: 50.033    | Sức chứa: 30.000                 |
| PortoGuimarães |                     |                                  |

## Đội hình
Mỗi đội tuyển quốc gia phải đăng kí một đội hình gồm 23 cầu thủ, 3 trong số đó phải là thủ môn, và phải đăng kí xong ít nhất 10 ngày trước trận khai mạc của giải đấu. Nếu một cầu thủ bị chấn thương hoặc bị ốm nặng, cầu thủ đó được thay thế bởi một cầu thủ khác.

## Sơ đồ
Thời gian theo giờ mùa hè Trung Âu (UTC+2), được liệt kê bởi UEFA.
|  | Bán kết               | Bán kết |                        |   | Chung kết | Chung kết |
|  |                       |         |                        |   |           |           |
|  | 5 tháng 6 – Porto     |         |                        |   |           |           |
|  |                       |         |                        |   |           |           |
|  | Bồ Đào Nha            | 3       |                        |   |           |           |
|  | Bồ Đào Nha            | 3       | 9 tháng 6 – Porto      |   |           |           |
|  | Thụy Sĩ               | 1       |                        |   |           |           |
|  | Thụy Sĩ               | 1       | Bồ Đào Nha             | 1 |           |           |
|  | 6 tháng 6 – Guimarães |         | Bồ Đào Nha             | 1 |           |           |
|  |                       | Hà Lan  | 0                      |   |           |           |
|  | Hà Lan (s.h.p.)       | Hà Lan  | 0                      | 3 |           |           |
|  | Hà Lan (s.h.p.)       |         |                        | 3 |           |           |
|  | Anh                   | 1       |                        |   |           |           |
|  | Anh                   | 1       | Play-off tranh hạng ba |   |           |           |
|  |                       |         |                        |   |           |           |
|  | 9 tháng 6 – Guimarães |         |                        |   |           |           |
|  |                       |         |                        |   |           |           |
|  | Thụy Sĩ               | 0 (5)   |                        |   |           |           |
|  | Thụy Sĩ               | 0 (5)   |                        |   |           |           |
|  | Anh (p)               | 0 (6)   |                        |   |           |           |

## Bán kết

### Bán kết 1
| Bồ Đào Nha              | 3–1 | Thụy Sĩ                 |
| ----------------------- | --- | ----------------------- |
| - Ronaldo 25', 88', 90' |     | - Rodríguez 57' (ph.đ.) |

| Bồ Đào Nha | Thụy Sĩ |

| GK                      | 1  | Rui Patrício          |  |       |
| RB                      | 20 | Nélson Semedo         |  |       |
| CB                      | 3  | Pepe                  |  |       |
| CB                      | 4  | Rúben Dias            |  |       |
| LB                      | 5  | Raphaël Guerreiro     |  |       |
| RM                      | 16 | Bruno Fernandes       |  |       |
| CM                      | 14 | William Carvalho      |  |       |
| CM                      | 18 | Rúben Neves           |  |       |
| LM                      | 10 | Bernardo Silva        |  |       |
| CF                      | 23 | João Félix            |  | 70'   |
| CF                      | 7  | Cristiano Ronaldo (c) |  |       |
| Vào sân thay người:     |    |                       |  |       |
| DF                      | 6  | José Fonte            |  | 63'   |
| MF                      | 17 | Gonçalo Guedes        |  | 70'   |
| MF                      | 8  | João Moutinho         |  | 90+1' |
| Huấn luyện viên trưởng: |    |                       |  |       |
| Fernando Santos         |    |                       |  |       |

| GK                  | 1  | Yann Sommer         |     |     |
| RB                  | 2  | Kevin Mbabu         |     |     |
| CB                  | 22 | Fabian Schär        | 68' |     |
| CB                  | 5  | Manuel Akanji       |     |     |
| LB                  | 13 | Ricardo Rodríguez   |     |     |
| RM                  | 17 | Denis Zakaria       |     | 71' |
| CM                  | 10 | Granit Xhaka (c)    | 66' |     |
| CM                  | 8  | Remo Freuler        |     | 89' |
| LM                  | 14 | Steven Zuber        |     | 83' |
| AM                  | 23 | Xherdan Shaqiri     | 85' |     |
| CF                  | 9  | Haris Seferović     |     |     |
| Vào sân thay người: |    |                     |     |     |
| MF                  | 20 | Edimilson Fernandes |     | 71' |
| MF                  | 11 | Renato Steffen      |     | 83' |
| FW                  | 19 | Josip Drmić         |     | 89' |
| Huấn luyện viên:    |    |                     |     |     |
| Vladimir Petković   |    |                     |     |     |

| Hà Lan                                          | 3–1      | Anh                    |
| ----------------------------------------------- | -------- | ---------------------- |
| - De Ligt 73' - Walker 97' (l.n.) - Promes 114' | Chi tiết | - Rashford 32' (ph.đ.) |

| Thụy Sĩ                                          | 0-0 (s.h.p.) | Anh                                                       |
| ------------------------------------------------ | ------------ | --------------------------------------------------------- |
|                                                  | Chi tiết     |                                                           |
| Loạt sút luân lưu                                |              |                                                           |
| - Zuber - Xhaka - Akanji - Mbabu - Schär - Drmić | 5–6          | - Maguire - Barkley - Sancho - Sterling - Pickford - Dier |

| Bồ Đào Nha   | 1-0 | Hà Lan |
| ------------ | --- | ------ |
| - Guedes 60' |     |        |

| Thủ môn         | Hậu vệ                                                                  | Tiền vệ                                       | Tiền đạo                        |
| --------------- | ----------------------------------------------------------------------- | --------------------------------------------- | ------------------------------- |
| Jordan Pickford | Matthijs de Ligt Rúben Dias Raphaël Guerreiro Manuel Akanji Kevin Mbabu | Frenkie de Jong Marten de Roon Bernardo Silva | Memphis Depay Cristiano Ronaldo |

| Cầu thủ        | Thẻ đã nhận                                 | Trận vắng mặt                             |
| -------------- | ------------------------------------------- | ----------------------------------------- |
| Danilo Pereira | Vòng bảng gặp Ba Lan (20 tháng 11 năm 2018) | Bán kết gặp Thụy Sĩ (05 tháng 6 năm 2019) |